# Hertogdom Arenberg (-1803)
Arenberg was een tot de Keur-Rijnse Kreits behorend hertogdom binnen het Heilige Roomse Rijk.

## De eerste dynastie Arenberg (huis Arenberg tot 1280)
Waarschijnlijk in het midden van de twaalfde eeuw ontstond in de Ahrgouw bij Aremberg de burcht Aremberg. In 1166 werd Hendrik van Arenberg als eerste van de edelvrije familie vermeld. De heren van Arenberg waren gedurende enige tijd burggraaf van Keulen. Het ambt van burggraaf werd in 1279 verkocht aan de aartsbisschop van Keulen. Omstreeks 1280 stierf de hoofdtak van de familie in mannelijke lijn uit. Ten gevolge van het huwelijk van Mechtild met graaf Engelbert II van der Mark in 1299 kwamen de bezittingen aan dit huis.
Arenberg werd echter niet verenigd met het graafschap Mark, maar kwam aan een jongere zijtak.

## De tweede dynastie Arenberg (huis Mark van 1299 tot 1544)
De leden van het huis Van der Mark-Arenberg breidden de bezittingen uit door huwelijk en verovering. Everhard I (overleden in 1387) huwde met Maria van Loon-Lummen, waardoor Lummen (of Lumey) werd verworven. Hun zoon Everhard II (overleden in 1454) huwde eerst met Maria van Braquemont, de erfgename van Sedan en vervolgens met Agnes van Walcourt, de erfgename van Rochefort en Agimont. Dit alles leidde niet tot een groot bezit, want er ontstonden zijtakken in Sedan (uitgestorven in 1652), Lummen (uitgestorven in 1773) en Rochefort (uitgestorven in 1544).
De tak te Arenberg stierf in 1544 uit met Robert III. Erfgename was zijn zuster Margaretha, die in 1547 huwde met Jan van Ligne.

## De derde dynastie Arenberg (huis Ligne van 1544 tot 1797)
Jan van Ligne was de kleinzoon van Willem van Ligne, de stichter van de tak Ligne-Barbançon. Zijn moeder was de erfgename van Zevenbergen. Door zijn huwelijk in 1547 met Margaretha van der Marck-Arenberg werd hij in 1549 verheven tot rijksgraaf van Arenberg. Hij sneuvelde in 1568 in de slag bij Heiligerlee. De bezittingen van het echtpaar werden na hun dood verdeeld onder hun twee zonen:
- Karel van Arenberg kreeg Arenberg
- Robert kreeg Barbançon (uitgestorven in 1693)

Op 5 maart 1576 werd Karel verheven tot rijksvorst van Arenberg, waarna hij op 17 oktober een zetel kon innemen in de Rijksdag. Karel kocht in 1607 de heerlijkheid Edingen en door zijn huwelijk met Anna van Croÿ-Chimay erfde hij hertogdom Aarschot (inclusief het Kasteel van Arenberg nabij Leuven) en het prinsdom Chimay. Op 13 januari 1612 werden hem de Zuid-Nederlandse titels hertog van Aarschot en Croÿ verleend.
Op 9 juni 1644 werd een klein deel van de bezittingen van de graaf van Arenberg verheven tot hertogdom Arenberg met de titel van hertog voor al zijn nakomelingen. Het hertogdom was erg klein en alleen van belang voor de rechten in het Heilige Roomse Rijk. De bezittingen in de Spaanse Nederlanden brachten veel meer op. Naast het hertogdom bezat de hertog nog enkele kleine Rijksonmiddellijke heerlijkheden in het Rijnland.
Door het huwelijk van hertog Karel (overleden in 1778) met Louise Margaretha van der Marck-Lummen kwamen na het uitsterven van die familie in 1773 het rijksgraafschap Schleiden en de rijksheerlijkheid Saffenberg bij Arenberg.
Alle bezittingen gingen verloren door de Franse annexaties van 1797 en 1801.
Paragraaf 3 van de Reichsdeputationshauptschluss van 25 februari 1803 kende de hertog van Arenberg, Lodewijk Engelbert van Arenberg, het ambt Meppen van het prinsbisdom Münster en het graafschap Recklinghausen van het keurvorstendom Keulen toe. Zie hertogdom Arenberg (1803-1810)
Het Congres van Wenen voegde het voormalige hertogdom Arenberg in 1815 bij koninkrijk Pruisen.

## Gebied
Met het hertogdom verbonden waren de volgende rijkonmiddellijke heerlijkheden. Deze waren niet bij een Kreits ingedeeld.
- Kasselburg (1593 van Manderscheid-Schleiden, bezit omstreden tot 1674 door Mark-Lummen en Löwenstein-Wertheim-Rochefort)
- Kerpen (1593 van Manderscheid-Schleiden, bezit omstreden tot 1674 door Mark-Lummen en tot 1804 door Löwenstein-Wertheim-Rochefort)
- Kommern met de dorpen Gehn, Katzvey, Roggendorf en Rath (vijf dorpen in de gemeente Mechernich)
- Saffenburg
- Fleringen (Fleringen, Oberhersdorf en Weinsheim). In 1761 gekocht van het klooster St.Irminen te Trier.
- Voogdij Gillenfeld

Schleiden was niet rijksonmiddellijk, maar deel van het hertogdom Luxemburg (sinds 1229 verbonden met Arenberg)
Literatuur: Erläuterungen zum Geschichtlichen Atlas der Rheinprovinz (1895)

## Heersers
| regering  | naam                | geboren          | overleden         | familie |
| --------- | ------------------- | ---------------- | ----------------- | ------- |
| 1547-1568 | Jan                 | 1523             | 24 mei 1568       |         |
| 1568-1616 | Karel               | 22 december 1550 | 18 januari 1616   | zoon    |
| 1616-1640 | Filips Karel        | 18 oktober 1587  | 25 september 1640 | zoon    |
| 1640-1674 | Filips Frans        | 30 juli 1625     | 17 december 1674  | zoon    |
| 1675-1681 | Karel Eugenius      | 3 mei 1633       | 25 juni 1681      | broer   |
| 1681-1691 | Filips Karel Frans  | 10 mei 1663      | 25 augustus 1691  | zoon    |
| 1691-1754 | Leopold Filips      | 14 oktober 1690  | 4 maart 1754      | zoon    |
| 1754-1778 | Karel Maria Raymond | 31 juli 1721     | 17 augustus 1778  | zoon    |
| 1778-1797 | Lodewijk Engelbert  | 3 juli 1750      | 7 maart 1820      | zoon    |